# Tichon Nikolaevič Kulikovskij
Tichon Nikolaevič Kulikovskij (Тихон Николаевич Куликовский); Ai-Todor, 25 agosto 1917 – Toronto, 8 aprile 1993) è stato un principe russo.

## Biografia
Tichon Nikolaevič Kulikovskij era il figlio della granduchessa russa Ol'ga Aleksandrovna Romanova, e del suo secondo marito, il colonnello Nikolaj Aleksandrovič Kulikovskij. Sua madre era la figlia dello zar Alessandro III e sorella di Nicola II. Nasce in Crimea, dove la famiglia di Ol'ga, insieme all'imperatrice vedova Marija Fedorovna, si trasferirono nel marzo 1917 dopo la Rivoluzione di febbraio. Venne chiamato in onore del santo Tikhon di Zadonsk.
Dopo l'assassinio della famiglia reale e dei granduchi e la successiva partenza di numerosi membri della famiglia all'estero, la granduchessa Ol'ga e la sua famiglia rimasero gli unici rappresentanti della famiglia Romanov in Russia. Vissero nel villaggio di Novominskaja nel Kuban. Solo nel 1920, quando l'Armata Rossa si avvicinò, insieme ai suoi genitori e al fratello, Tikhon lasciò la Russia ed emigrò in Danimarca, dove era già arrivata sua nonna. Tikhon crebbe nello spirito russo, parlava un russo eccellente ed era strettamente e direttamente connesso con i rifugiati russi, poiché la casa dei suoi genitori divenne gradualmente il centro della colonia russa in Danimarca. Educato negli istituti russi a Berlino e Parigi, poi ha studiato in una scuola militare danese e ha prestato servizio nella Guardia Reale Danese, durante la seconda guerra mondiale, dopo l'occupazione della Danimarca da parte della Wehrmacht, insieme all'esercito danese, è stato arrestato e imprigionato ma solo per diversi mesi. Nel 1948, insieme alla famiglia dovette lasciare la Danimarca e raggiungere il Canada.

### Matrimoni

#### Primo matrimonio
Sposò, il 19 aprile 1942 a Copenaghen, Agnet Petersen (17 maggio 1920-2 agosto 2006). La coppia non ebbe figli e divorziarono nel 1955.

#### Secondo matrimonio
Sposò, il 21 settembre 1959 a Ottawa, Livia Sebastian (11 giugno 1922-12 giugno 1982). Ebbero una figlia:
- Ol'ga Tikhonovna Kulikovskaja (nata il 9 gennaio 1964), sposata con Joyce Cordeiro, hanno quattro figli.

#### Terzo matrimonio
Sposò, l'8 giugno 1986 a Toronto, Ol'ga Nikolaevna Pupjnina (20 settembre 1926-1 maggio 2020). Non ebbero figli.

### Morte
Il 6 aprile 1993, Tikhon fu ricoverato presso il Women's College Hospital, a seguito di un infarto miocardico. L'8 aprile, dopo la seconda operazione al cuore, Tikhon morì. Il servizio funebre si è svolto il 15 aprile presso la Holy Trinity Church di Toronto. La sepoltura è avvenuta lo stesso giorno al Cimitero di York, nel nord di Toronto, accanto ai suoi genitori.
Il 10 aprile 1993, il quotidiano russo Izvestia ha pubblicato un messaggio dell'agenzia Reuters con il titolo "Un altro contendente al trono russo è morto".

## Controversie dinastiche
Tikhon non ha mai riconosciuto i diritti dinastici del ramo Romanov (discendenti del granduca Kirill Vladimirovič). Sebbene lui stesso chiaramente non abbia affermato di ereditare il trono, la sua candidatura è stata sostenuta da una serie di organizzazioni monarchiche. È stato membro onorario dell'Associazione della Famiglia Romanov, è stato arbitro del Consiglio monarchico supremo, nel 1991 creò la "Fondazione di beneficenza intitolata a Sua Altezza Imperiale Granduchessa Ol'ga Aleksandrovna". Tikhon era anche il fiduciario della "Confraternita ortodossa in nome dello zar-martire Nicola II". Al culmine della perestrojka, Tikhon si è rivolto ai russi con una serie di appelli. Uno di loro era dedicato alla necessità di rinominare la città di Sverdlovsk in Ekaterinburg.

### Esame genetico
Poiché era il parente più stretto sopravvissuto dell'imperatore Nicola II all'inizio degli anni '90, il suo materiale genetico avrebbe dovuto essere utilizzato per identificare i resti della famiglia imperiale. Durante la sua vita, si rifiutò di fornire tale materiale agli esperti, ritenendo che l'indagine non fosse stata condotta al livello adeguato, da persone e organizzazioni incompetenti, e poco prima della sua morte, fece persino una protesta pubblica contro i tentativi di "far passare ossa sconosciute trovate in uno delle sepolture degli Urali". Tuttavia, i campioni del suo sangue prelevati durante la sua prigionia furono salvati e consegnati all'esperto russo E.I.Rogaev per la ricerca. La ricerca di Rogayev ha mostrato una probabilità del 100% di una relazione tra Tikhon e uno dei resti.
Nuove discussioni sul materiale genetico di Kulikovsky-Romanov hanno portato alla scoperta dei resti di altri due figli di Nicola II: Marija e Aleksej.

### Ascendenza
|                                   |                         |                                     | Genitori                                                       |  |  | Nonni |  |  | Bisnonni                        |  |  | Trisnonni                       |  |
|                                   |                         |                                     |                                                                |  |  |       |  |  | Nikanor Evstratovič Kulikovskij |  |  | Evstraty Andreievič Kulikovskij |  |
|                                   |                         |                                     |                                                                |  |  |       |  |  | Nikanor Evstratovič Kulikovskij |  |  | Evstraty Andreievič Kulikovskij |  |
|                                   |                         | Tatijana Tikhonovna Lisanevich      |                                                                |  |  |       |  |  | Nikanor Evstratovič Kulikovskij |  |  |                                 |  |
| Aleksandr Nikanorovič Kulikovskij |                         |                                     |                                                                |  |  |       |  |  | Nikanor Evstratovič Kulikovskij |  |  |                                 |  |
|                                   |                         | Natalija Kirillovna Gudowitsch      | Kirill Ivanovič Gudowitsch                                     |  |  |       |  |  |                                 |  |  |                                 |  |
|                                   |                         | Natalija Kirillovna Gudowitsch      | Kirill Ivanovič Gudowitsch                                     |  |  |       |  |  |                                 |  |  |                                 |  |
|                                   |                         | Natalija Kirillovna Gudowitsch      | Varvara Yakovlevna Golitsyna                                   |  |  |       |  |  |                                 |  |  |                                 |  |
| Nikolaj Aleksandrovič Kulikovskij |                         | Natalija Kirillovna Gudowitsch      |                                                                |  |  |       |  |  |                                 |  |  |                                 |  |
|                                   |                         | Nikolaj Platonovič Kharin           | Platon Stepanovič Kharin                                       |  |  |       |  |  |                                 |  |  |                                 |  |
|                                   |                         | Nikolaj Platonovič Kharin           | Platon Stepanovič Kharin                                       |  |  |       |  |  |                                 |  |  |                                 |  |
|                                   |                         | Nikolaj Platonovič Kharin           | …                                                              |  |  |       |  |  |                                 |  |  |                                 |  |
| Evdokija Nikolaevna Kharina       |                         | Nikolaj Platonovič Kharin           |                                                                |  |  |       |  |  |                                 |  |  |                                 |  |
|                                   |                         | Aleksandra Gavrilovna Sukhanova     | Gavril Gavrilovič Sukhanov                                     |  |  |       |  |  |                                 |  |  |                                 |  |
|                                   |                         | Aleksandra Gavrilovna Sukhanova     | Gavril Gavrilovič Sukhanov                                     |  |  |       |  |  |                                 |  |  |                                 |  |
|                                   |                         | Aleksandra Gavrilovna Sukhanova     | Natalija Borisovna Glukhova                                    |  |  |       |  |  |                                 |  |  |                                 |  |
| Tichon Nikolaevič Kulikovskij     |                         | Aleksandra Gavrilovna Sukhanova     |                                                                |  |  |       |  |  |                                 |  |  |                                 |  |
|                                   | Alessandro II di Russia | Nicola I di Russia                  |                                                                |  |  |       |  |  |                                 |  |  |                                 |  |
|                                   | Alessandro II di Russia | Nicola I di Russia                  |                                                                |  |  |       |  |  |                                 |  |  |                                 |  |
|                                   | Alessandro II di Russia | Carlotta di Prussia                 |                                                                |  |  |       |  |  |                                 |  |  |                                 |  |
| Alessandro III di Russia          | Alessandro II di Russia |                                     |                                                                |  |  |       |  |  |                                 |  |  |                                 |  |
|                                   |                         | Maria d'Assia-Darmstadt (1824-1880) | Luigi II d'Assia                                               |  |  |       |  |  |                                 |  |  |                                 |  |
|                                   |                         | Maria d'Assia-Darmstadt (1824-1880) | Luigi II d'Assia                                               |  |  |       |  |  |                                 |  |  |                                 |  |
|                                   |                         | Maria d'Assia-Darmstadt (1824-1880) | Guglielmina di Baden                                           |  |  |       |  |  |                                 |  |  |                                 |  |
| Ol'ga Aleksandrovna Romanova      |                         | Maria d'Assia-Darmstadt (1824-1880) |                                                                |  |  |       |  |  |                                 |  |  |                                 |  |
|                                   |                         | Cristiano IX di Danimarca           | Federico Guglielmo di Schleswig-Holstein-Sonderburg-Glücksburg |  |  |       |  |  |                                 |  |  |                                 |  |
|                                   |                         | Cristiano IX di Danimarca           | Federico Guglielmo di Schleswig-Holstein-Sonderburg-Glücksburg |  |  |       |  |  |                                 |  |  |                                 |  |
|                                   |                         | Cristiano IX di Danimarca           | Luisa Carolina d'Assia-Kassel                                  |  |  |       |  |  |                                 |  |  |                                 |  |
| Dagmar di Danimarca               |                         | Cristiano IX di Danimarca           |                                                                |  |  |       |  |  |                                 |  |  |                                 |  |
|                                   |                         | Luisa d'Assia-Kassel                | Guglielmo d'Assia-Kassel                                       |  |  |       |  |  |                                 |  |  |                                 |  |
|                                   |                         | Luisa d'Assia-Kassel                | Guglielmo d'Assia-Kassel                                       |  |  |       |  |  |                                 |  |  |                                 |  |
|                                   |                         | Luisa d'Assia-Kassel                | Luisa Carlotta di Danimarca                                    |  |  |       |  |  |                                 |  |  |                                 |  |
|                                   |                         | Luisa d'Assia-Kassel                |                                                                |  |  |       |  |  |                                 |  |  |                                 |  |